# Musée Champollion (Figeac)
Ne pas confondre avec le Musée Champollion de Vif, qui rend également hommage à Champollion
Le musée Champollion, ou musée Champollion – Les Écritures du Monde depuis 2007, est un musée français de la ville de Figeac (dans le département du Lot) ouvert en 1986. Les collections du musée sont centrées sur l'écriture et retrace son histoire depuis son apparition dans le monde il y a 5 300 ans. Il reçoit environ 40 000 visiteurs par an.

## Historique

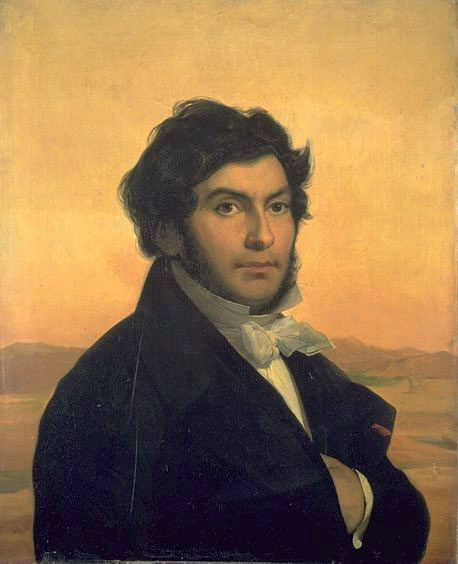
Portrait de Jean-François Champollion réalisé par Léon Cogniet (1794-1880) en 1831

En 1986, un premier musée est inauguré grâce aux efforts de la ville de Figeac qui souhaite rendre hommage à l'enfant du pays, Jean-François Champollion, le célèbre déchiffreur des hiéroglyphes égyptiens.
Le musée est alors installé dans la maison natale de l'égyptologue qui fut ainsi sauvée de la destruction et restaurée. Cette maison fait l’objet d’une inscription au titre des monuments historiques depuis 1973.
En 1991, la ville célèbre le bicentenaire de la naissance à Figeac de Champollion en créant la place des Écritures, située juste derrière le musée.
En août 1999, la ville engage un programme de rénovation et d'extension du musée. Les travaux débutent le 3 octobre 2005. Plus de quatre millions d'euros ont été financés par l'Europe (29,84 %), l'État (22,34 %), la région (25 %), le département (2,43 %) et la ville de Figeac (20,39 %). L'architecte Alain Moatti a été chargé de la conception du projet.
Le nouveau musée Champollion, rebaptisé Les Écritures du Monde, a ouvert ses portes le 28 juillet 2007. Sa façade aux 1 000 lettres, composée de pierre, de verre et de métal, permet l'accès au musée par la place Champollion. Le graphiste Pierre di Sciullo y a dessiné des hiéroglyphes et autres signes d'écriture du monde entier sur de grandes feuilles de cuivre ajourées.
Les collections du musée racontent la fabuleuse aventure des écritures, apparues en différents endroits du monde il y a 5 300 ans pour les plus anciennes. Du Mexique à la Chine en passant par la Mésopotamie, des objets inscrits au pinceau, au calame ou à la plume racontent comment l'homme a inventé, adapté ou fait voyager son écriture.
Le musée s'étend sur quatre niveaux et huit salles, il est entièrement accessible aux handicapés, à l'exception des loggias qui, à chaque niveau, permettent d'observer de plus près la façade aux mille lettres et proposent un beau point de vue sur la ville et la place Champollion, restaurée en 2008.
Outre la collection permanente accessible toute l'année qui rassemble plus de 600 objets ou documents, le musée propose régulièrement des rendez-vous tous publics (lectures, conférences, concerts, projections...) et des expositions temporaires qui permettent d'explorer l'une des civilisations abordées dans les collections permanentes.

## Visite touristique
Le Musée Champollion est ouvert à la visite toute l'année pour les individuels, les groupes et les scolaires. Il a été fréquenté par 39 257 personnes pour l'année 2017, avec un record de 43 503 visiteurs en 2012